# Société des usines Chausson
Pour les articles homonymes, voir Chausson (homonymie).

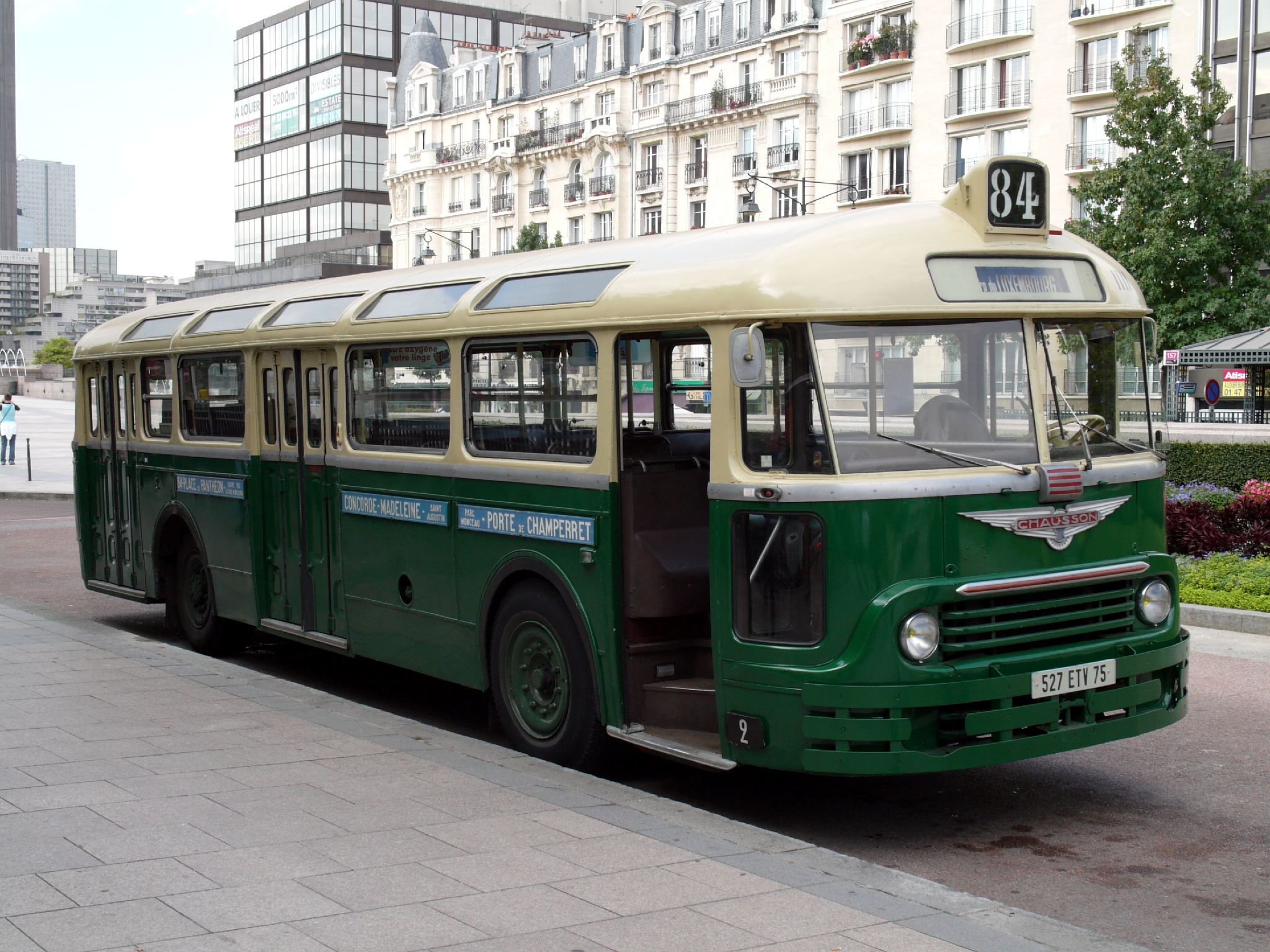
Autobus Chausson APU de la RATP, au Pont de Neuilly à Neuilly-sur-Seine, actuellement propriété de l'AMTUIR.

La Société des usines Chausson est une ancienne entreprise française de pièces pour l'automobile, devenue carrossier d'utilitaires pour des constructeurs français et fabricant d'autocars, puis de camping-cars. Le dernier établissement, à Gennevilliers, cesse son activité en 2000.

## Historique

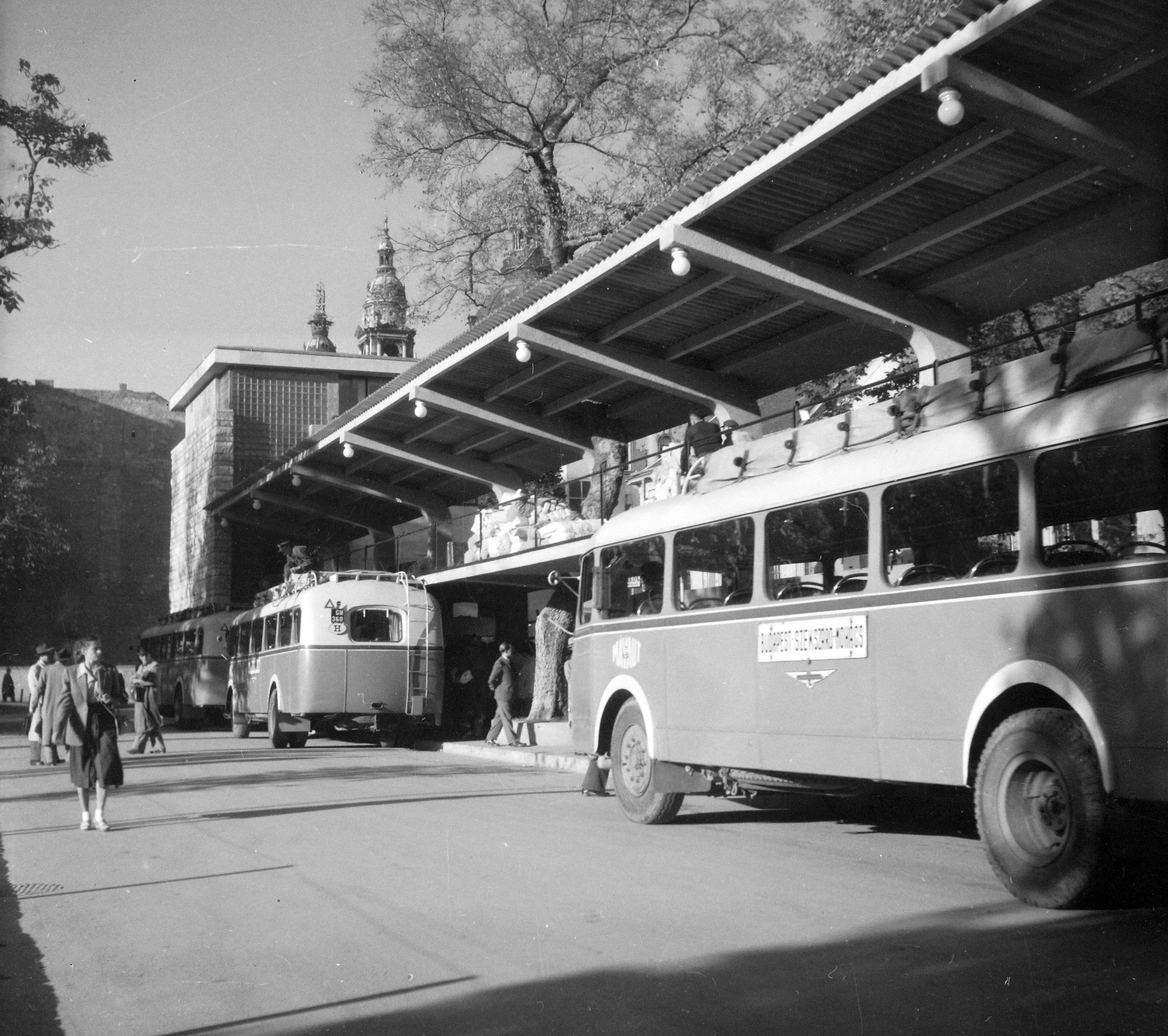
Autobus Chauson AP à Erzsébet (Sztálin) en 1949.

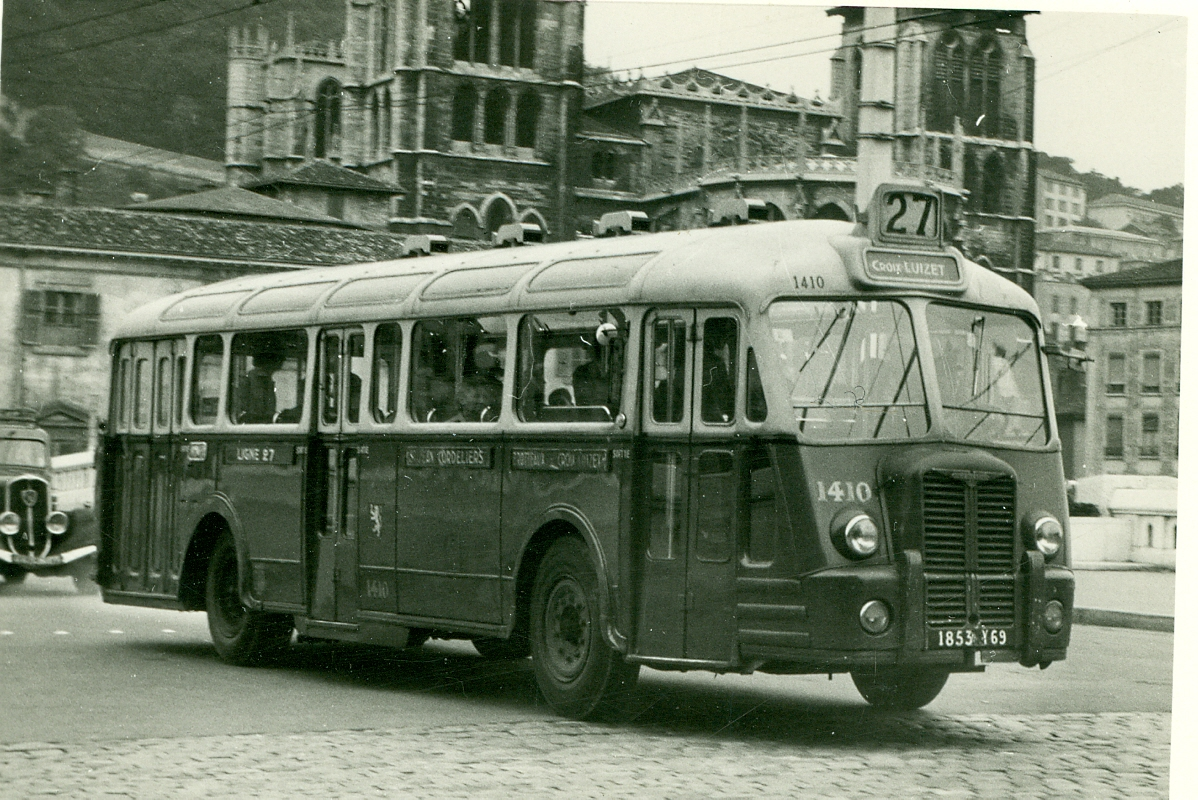
Autobus Chausson ASH 50 en 1956

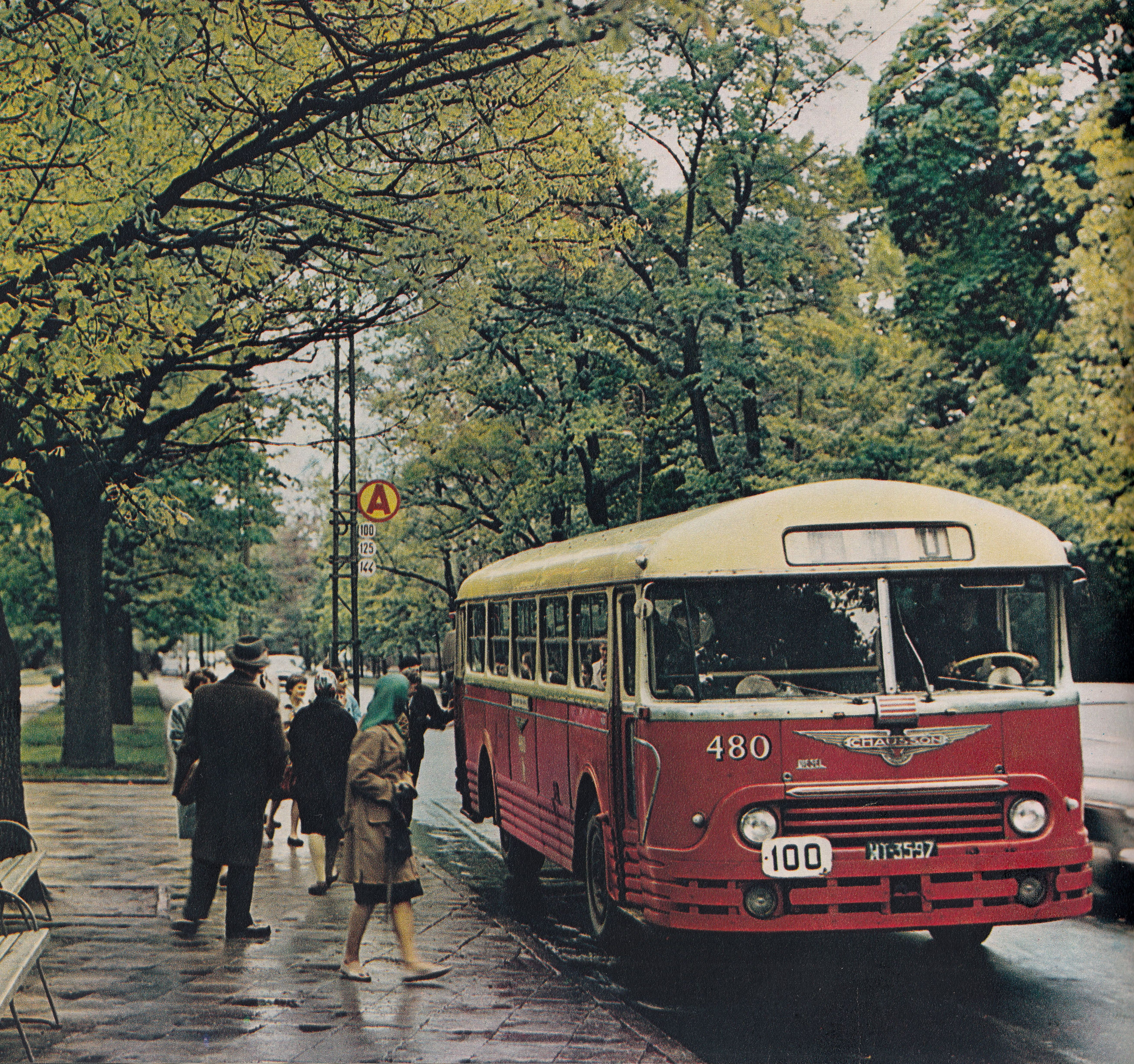
Autobus Chausson à Varsovie dans les années 1960.

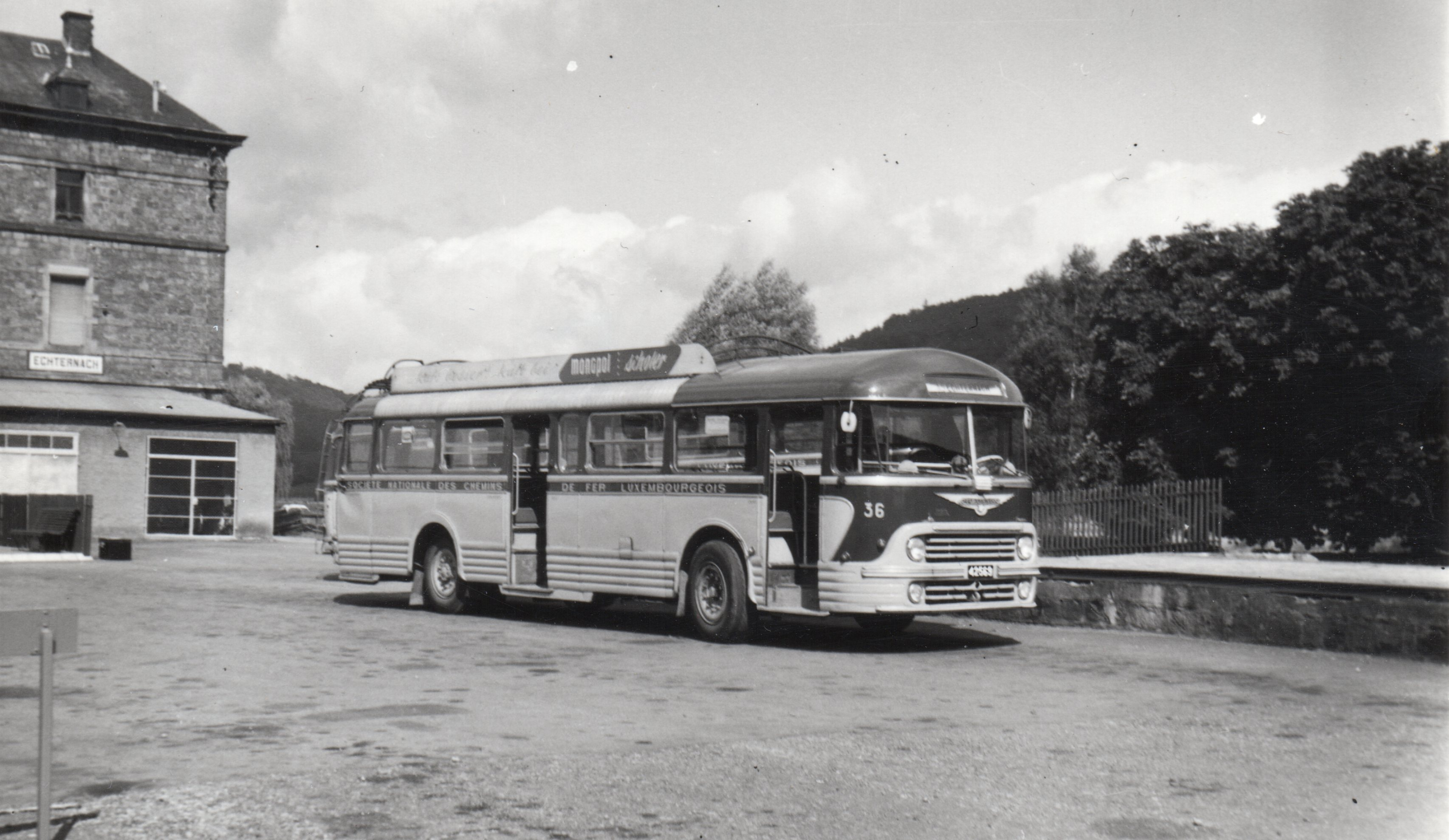
Autobus CFT Chausson AP 522 à Echternach (Luxembourg) en 1973.

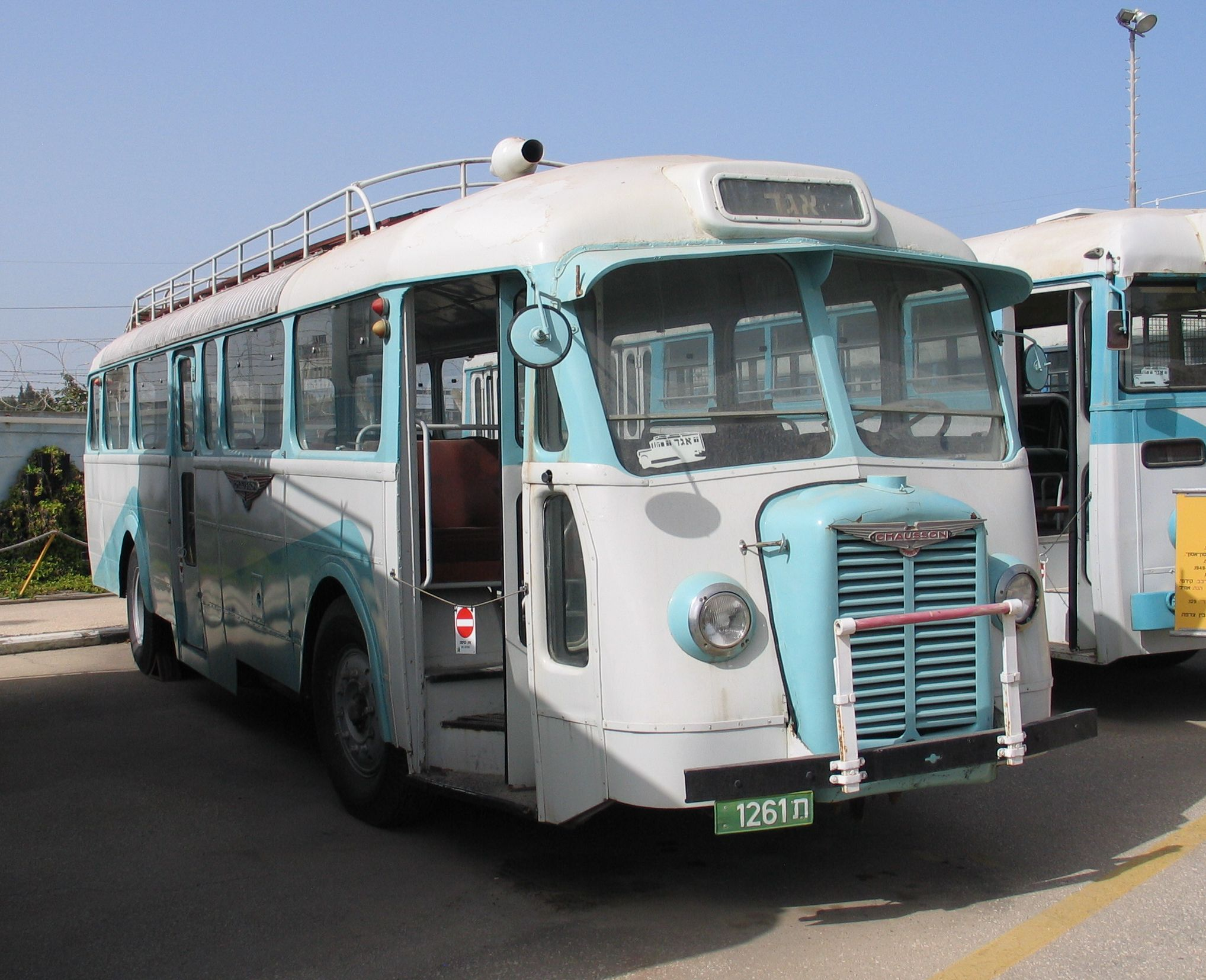
Autobus Chausson 1949 au musée de Holon (Israël), 2008.

L'entreprise est fondée à Asnières-sur-Seine en 1907 sous le nom d'Ateliers Chausson Frères par les frères Jules, Gaston et Paul Chausson pour d'abord produire des radiateurs de refroidissement pour moteurs thermiques, en nids d'abeilles à tubes et ailettes, des réservoirs de carburants et des tubulures d'admission ou d'échappement.
Spécialisée ensuite dans la construction automobile (carrosserie  et échangeurs thermiques), elle est un acteur important de l'industrie des véhicules en France, tant comme actionnaire du constructeur automobile Chenard et Walcker à partir de 1936 qu'en tant que constructeur d'autocars dès 1942. Joseph Roos devient directeur du groupe en 1947. Un des PDG sera, au début des années 1970, Jacques Féron, homme politique membre du CNIP.
Les usines Chausson sont ensuite sous-traitant de ses deux principaux actionnaires, les groupes Peugeot et Renault dont elle assure l'assemblage de véhicules utilitaires, par exemple pour Peugeot, les J7, J9, 404 pick-up, pour Citroën, le Citroën C35, pour Renault, les R4 fourgonnette, Estafette, Trafic, plus épisodiquement de modèles coupés (Opel GT, Citroën SM, Renault Floride/Caravelle).
Pendant les années 1970, période de son plus important développement (environ 15 000 salariés), le groupe possède des usines à Asnières-sur-Seine, Gennevilliers, Argenteuil, Meudon, Reims, Montataire, Maubeuge, Laval. Il a absorbé ou filialisé d'autres sociétés du secteur automobile telles que Chenard et Walcker, ou encore Brissonneau et Lotz pour la partie automobile.
La marque est choisie par la RATP dans les années 1950 pour fournir 273 autobus APU 53 à partir de 1954 pour Paris et sa banlieue.
La restructuration du groupe, dans les années 1990 est longue et douloureuse et donne lieu à d'importants mouvements sociaux, grèves, débrayages avec arrêts de la production, provoqués par une logique d'alliance entre constructeurs automobiles décidée par les actionnaires, suivie du dépôt de bilan de l'entreprise en septembre 1993. De 1993 à 1995, trois plans sociaux conduisent au licenciement de 2 549 personnes et à la fermeture définitive de certains sites de production installés dans la banlieue parisienne,,,,.
Le dernier établissement de Gennevilliers, cesse son activité en 2000 et le site est démoli en 2007, pour laisser place à un écoquartier, et une coulée verte dont la partie la plus importante est couverte par le jardin Chenard et Walcker.

## Les autocars Chausson
La Société des usines Chausson a produit des autocars et autobus de 1942 à 1959, date à laquelle la société sera intégrée dans Saviem. Depuis, les caisses sont transférées chez Saviem à Annonay en Ardèche qui en assure la finition et la distribution au réseau de vente. Les véhicules sont badgés Chausson en grand et Saviem en petit sur la face avant et l'inverse à l'arrière. Les barres de calandre sont remplacées par des grilles.
Chausson est à l'origine d'une innovation importante déjà ancienne, faire évoluer la construction d'autocars et autobus, d'un modèle dans lequel un châssis supporte une carrosserie monocoque autoporteuse : le châssis-coque qui est la norme dans l'industrie automobile, vers une caisse unique avec assemblage de tubes soudés, habillé de tôles d'acier nervurées et pliées, boulonnées où soudées entre elles, qui assure tout à la fois l’habitabilité de la structure et sa rigidité. Cette technique déjà utilisée par la marque Isobloc à Annonay, allège considérablement le poids du véhicule et le rend plus performant à puissance constante du moteur. Par contre, les jupes nervurées posaient une grosse difficulté aux carrossiers pour leur rendre leur aspect original en cas de choc, c'était une opération très longue avec des résultats parfois catastrophiques.
Trop peu pratique à entretenir, les jupes nervurées ont été très vite enlevées au fur et à mesure des rénovations d'autant qu'elles représentaient une difficulté pour le nettoyage, la crasse avait la fâcheuse tendance à s'y accrocher du fait du relief et la partie creuse en dessous retenait l'humidité et la boue ce qui favorisait la corrosion rapide des bas de caisse.

### Les modèles produits
| Illustration | Modèle                                                                                             | Années de production                                                  | Quantité                  |
| ------------ | -------------------------------------------------------------------------------------------------- | --------------------------------------------------------------------- | ------------------------- |
|              | Chausson AP1 Chausson APE Chausson AP2 Chausson AP3 Chausson AP48 Chausson AP52/521 Chausson AP522 | 1942-1946 1945-1946 1946-1946 1946-1949 1949-1952 1952-1956 1956-1959 | 15 166 63 - 2.450 - 3.000 |
|              | Chausson ANH Chausson ANG                                                                          | 1951-1956 1956-1959                                                   | 182 290                   |

Les lettres dans les désignations de type des autobus signifiaient :
- 1. A comme bus
- 2. Pour le fournisseur du moteur : H pour Hotchkiss, P pour Panhard, S pour SOMUA
- 3. pour le type de carburant : E pour essence (essence = moteur à essence), H pour huile lourde